# Last Summer Dance
Last Summer Dance è un album dal vivo del cantautore italiano Franco Battiato, pubblicato il 24 ottobre 2003 dall'etichetta Sony Music.

## Descrizione
Last Summer Dance raccoglie in un doppio CD le canzoni dal vivo del Tour estivo del cantautore catanese di quello stesso anno. Si accostano brani noti a brani più raffinati e ricercati, produzione soprattutto dell'ultimo decennio.

## Tracce
1. Shakleton – 3:46 (Manlio Sgalambro, Fleur Jaeggy, Franco Battiato)
2. Atlantide – 3:10 (Franco Battiato)
3. Strani giorni – 3:44 (Manlio Sgalambro, Benedict Fenner, Franco Battiato)
4. Shock in my town – 3:56 (Manlio Sgalambro, Franco Battiato)
5. Impressioni di settembre – 3:29 (Franco Mussida, Mogol, Mauro Pagani)
6. L'oceano di silenzio – 3:59 (Franco Battiato)
7. Delenda Carthago – 3:19 (Franco Battiato)
8. E ti vengo a cercare – 3:46 (Franco Battiato)
9. È stato molto bello – 3:32 (Manlio Sgalambro, Franco Battiato)
10. Il mantello e la spiga – 3:57 (Manlio Sgalambro, Franco Battiato)
11. Caffè de la Paix – 3:40 (Franco Battiato)
12. La cura – 4:07 (Manlio Sgalambro, Franco Battiato)
13. Accetta il consiglio (feat. Manlio Sgalambro) – 3:37 (Alex Farolfi, Angelo Privitera, Chicco Gussoni, Gabor Lesko)
14. L'incantesimo – 3:32 (Franco Battiato)
15. Auto da fé – 3:52 (Manlio Sgalambro, Franco Battiato)
16. Mesopotamia – 4:21 (Franco Battiato)
17. Lode all'inviolato – 3:10 (Franco Battiato, Giusto Pio)
18. Magic shop – 2:38 (Franco Battiato, Giusto Pio)
19. Stranizza d'amuri – 2:13 (Franco Battiato, Giusto Pio)
20. La stagione dell'amore – 2:50 (Franco Battiato)
21. Povera patria – 3:46 (Franco Battiato, Giusto Pio)
22. Medley (Bandiera bianca, Segnali di vita, Sentimiento nuevo, Gli uccelli) – 8:23 (Franco Battiato, Giusto Pio)
23. L'animale – 2:54 (Franco Battiato)
24. L'era del Cinghiale Bianco – 3:02 (Franco Battiato, Giusto Pio)
25. Cuccurucucù – 4:11 (Franco Battiato, Giusto Pio)
26. Centro di gravità permanente – 4:19 (Franco Battiato, Giusto Pio)

Durata totale: 97:13

## Crediti

### Musicisti
- Franco Battiato - voce, chitarra
- Lorenzo Poli - basso
- Marco Orsi - batteria
- Chicco Gussoni - chitarra
- Carlo Guiatoli - pianoforte
- Angelo Privitera - tastiera
- Emma Pischetola - Sh101 in Medley (Bandiera bianca, Segnali di vita, Sentimiento nuevo, Gli uccelli)
- Sergio Orlandi - tromba e flicorno
- Mauro Parodi - trombone
- Gabriele Comeglio - sassofono e flauto
- Claudio Allifranchini - sassofono
- Gabriele Comeglio Band - ottoni
- Demetrio Comuzzi - viola
- Alessandro Simoncini - primo violino
- Luigi Mazza - secondo violino
- Luca Simoncini - violoncello
- Mary Montesano, Vera Quarleri - cori

### Personale tecnico
- Franco Battiato - produzione, arrangiamenti
- Stefan Neumann, Enrico De Caroli, Nico Bonso, Benedict Fenner - ingegnere del suono
- Angelo Privitera - assistente di produzione
- Giovanni Versari - master
- Pino "Pinaxa" Pischetola - missaggio
- Raffaele Stefani - assistente di studio, missaggio
- Alessandro Fabbri, Giulio Unetti, Laura Becchio - tecnico
- Francesca Zucchi, Francesco Messina - artwork
- Alessandro Paderni, Lorenzo Ceva Valla - fotografia